# جیپرز کریپرز ۲
جیپرز کریپرز ۲ (به انگلیسی: Jeepers Creepers 2) که در ایران با عنوان مترسک‌های ترسناک ۲ هم شناخته می‌شود، یک فیلم ترسناک به کارگردانی ویکتور سالوا است که در سال ۲۰۰۳ منتشر شد. این فیلم دنبالهٔ فیلم ترسناک جیپرز کریپرز محصول سال ۲۰۰۱ است. فرانسیس فورد کوپولا مدیر اجرایی تولید این فیلم بود. در سال ۲۰۱۷ پیشامد این فیلم با عنوان جیپرز کریپرز ۳ منتشر شد.
این فیلم و دیگر قسمت‌های آن در ایران با عنوان مترسک‌های ترسناک هم شناخته می‌شوند که علت آن، دوبله و عرضه این فیلم (جیپرز کریپرز ۲) توسط بنیاد سینمایی فارابی از طریق موسسهٔ هنر هشتم در سال ۱۳۸۴ با این عنوان است ولی «مترسک‌های ترسناک» ترجمهٔ فارسی نام فیلم (Jeepers Creepers) نیست؛ بلکه یک عنوان ساختگی است. همچنین در این مجموعهٔ فیلم، تنها یک هیولا با ظاهر و پوشش مترسک وجود دارد؛ نه چندین هیولا یا مترسک.